# Andre Stander
Andre Stander (ur. 1946, zm. 13 lutego 1984) – kapitan policji w Kryminalnym Wydziale Dochodzeniowym na posterunku policji w Kempton Park, w Republice Południowej Afryki, który rabował banki w latach 70 XX wieku. Znany w mediach jest jako szef gangu zwanego „Gangiem Standera” działającego w latach 80. Jego ojciec, Frans Stander, był generałem w Departamencie Więziennictwa w Południowej Afryce.
Znany był z zuchwałych napadów na banki. Zdarzało się, że Stander rabował banki w czasie przerwy na obiad, a następnie wracał na miejsce napadu już jako oficer mający prowadzić dochodzenie.

## Gang Standera

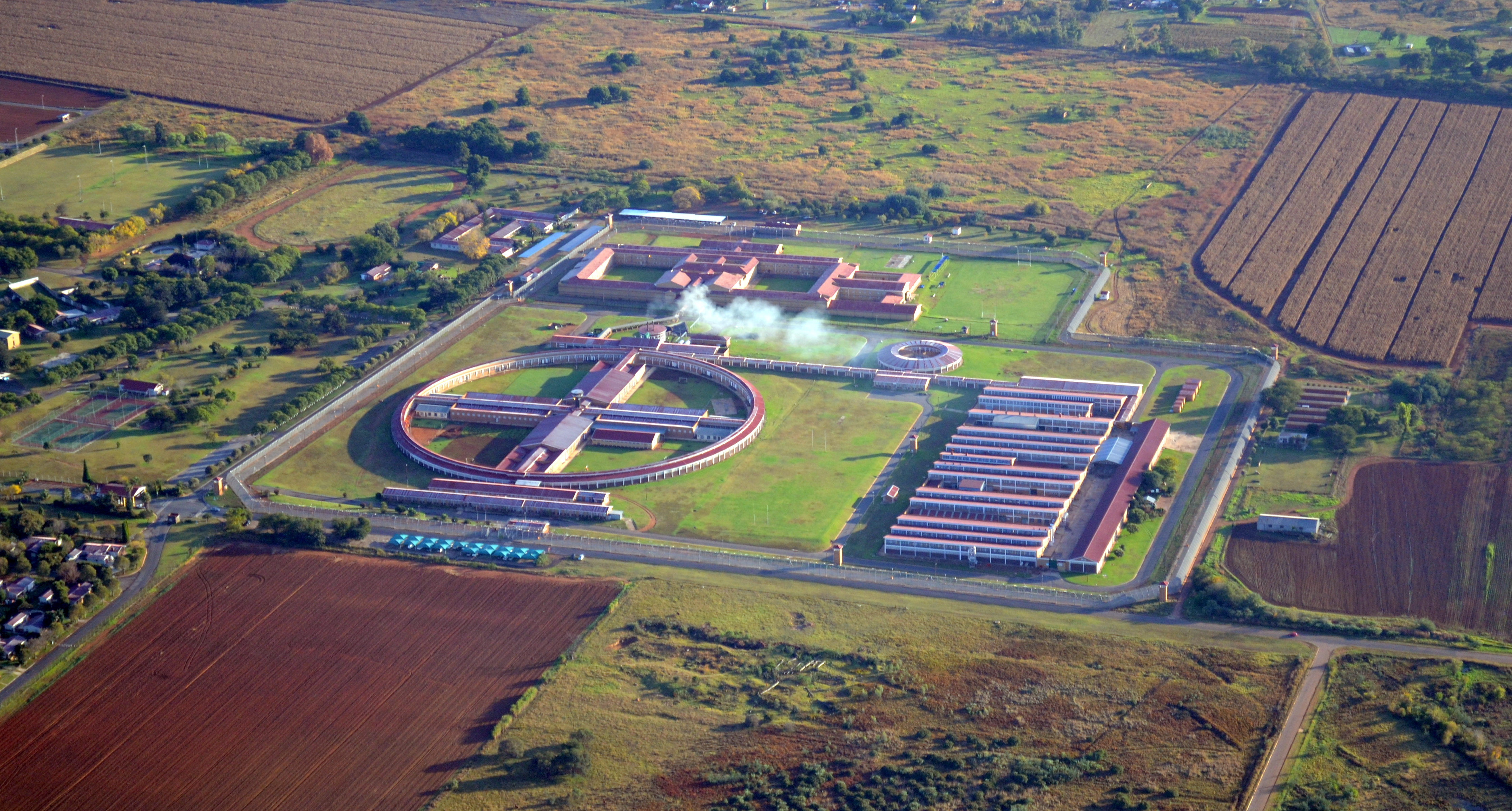
Więzienie Zonderwater, Cullinan, Gauteng

Po obrabowaniu blisko 30 banków, Andre Stander został aresztowany i skazany 6 maja 1980 na 75 lat więzienia. Ostatecznie jednak wyrok wyniósł 17 lat więzienia. W więzieniu poznał dwóch przestępców: Alana Heyla i Lee McCalla. W dniu 11 sierpnia 1983 roku, Stander wraz z pięcioma innymi więźniami zostali zabrani z więzienia na spotkanie psychoterapeutyczne. Gdy zostali sami z lekarką, Stander i McCall obezwładnili ją i uciekli. Pozostali więźniowie odmówili ucieczki i pozostali.
Stander wraz z McCallem powrócili 31 października 1983. Od tego dnia, aż do końca stycznia 1984 zaczęli ponownie rabować banki. Media nadały im wtedy pseudonim „Gang Standera”.
McCall został zabity 30 stycznia 1984 roku podczas nalotu policji na kryjówkę gangu. Heyl uciekł do Grecji, następnie do Anglii, Hiszpanii, a w końcu powrócił do Anglii, gdzie został złapany, osądzony i skazany za posiadania broni i napady na 9 lat więzienia. Po odbyciu wyroku został wydany władzom Republiki Południowej Afryki, gdzie został skazany na 33 lata pozbawienia wolności. Został zwolniony warunkowo w dniu 18 maja 2005 roku. W tym samym czasie gdy policja złapała McCalla Stander przebywał w Fort Landerdale na Florydzie.

## Śmierć
Podczas pobytu Standera w USA wydany został międzynarodowy nakaz aresztowania. Stander stworzył sobie fałszywą tożsamość australijskiego autora o nazwisku „Peter Harris” i zdobył sfałszowane prawo jazdy. Następnie kupił używany samochód od dealera Anthony'ego Tomasello. 10 lutego 1984 został zatrzymany za jazdę niezarejestrowanym pojazdem. Policjant rozpoznał prawo jazdy jako fałszywe i zarekwirował je, ale Standerowi udało się przekonać policjanta i tego samego wieczoru został zwolniony. Następnie włamał się na policyjny parking i ukradł skonfiskowany samochód. Następnego ranka ponownie udał się do tego samego handlarza używanych samochodów, gdzie chciał przemalować wóz. Jednak Tomasello przeczytał o „Gangu Standera” w gazecie i rozpoznał swojego klienta jako szefa gangu. Po tym jak Stander odjechał, zadzwonił na lokalny posterunek policji.
Dzięki informacjom otrzymanym od dealera samochodów policja otoczyła kryjówkę Standera, ale nie zastali go tam. Około godziny 22:30 policjant Michael Von Štetina, rozpoznał Standera, który wracał do kryjówki na rowerze. Policjant próbował go zatrzymać, ale ten zaczął uciekać, jednak potknął się i w czasie zatrzymania doszło do szarpaniny z policjantem, w której Standerowi udało się wyrwać strzelbę Von Štetinowi. Policjant wykorzystał chwilę zawahania przestępcy i postrzelił go z pistoletu czterokrotnie. Zmarł w ciągu kilku minut w wyniku odniesionych ran.

## Film biograficzny
- Życiem Standera w 2000 roku zainteresował się uznany południowoafrykański dramaturg Charles J. Fourie, który stworzył sztukę „Stander”.
- W 2003 roku powstał film oparty na losach Andre Standera noszący tytuł „Stander” z Thomasem Jane w roli głównej.